# 秘密寺
秘密寺是中国山西省五台山台外的一座寺庙，位于繁峙县岩头乡岩头村北3公里处，是全国重点文物保护单位。秘密寺因位于维屏山秘密岩而得名，由于秘密岩又称秘魔岩，故该寺又称秘魔寺。秘密寺始建于北齐，兴起于唐宋。现存大部分建筑为清代所建。